# Lurleen Lumpkin
Pour les articles homonymes, voir Lumpkin.
 (novembre 2023).
Si vous disposez d'ouvrages ou d'articles de référence ou si vous connaissez des sites web de qualité traitant du thème abordé ici, merci de compléter l'article en donnant les références utiles à sa vérifiabilité et en les liant à la section « Notes et références ».
Lurleen Lumpkin est un personnage fictif de la série animée télévisée Les Simpson.
Chanteuse de country dans un bar, elle fut découverte par Homer Simpson, qui est devenu son imprésario dans Imprésario de mon cœur. Grâce à lui, elle a chanté à la radio et à la télévision. 
Dans l'épisode Le Monorail, on apprend qu'elle sortait du centre de désintoxication de « Betty Ford ». Elle avait passé la nuit dans un fossé.
Elle apparait ensuite dans l'épisode Colonel Homer, où elle renoue avec son père avant qu'il ne la trahisse en lui volant une de ses chansons, qu'il a ensuite utilisée pour trois autres filles (les Dixie Chicks). On finit par savoir qu'elle s'est mariée avec des hommes qui ont une très grande ressemblance avec Homer Simpson.

## Apparitions
- Imprésario de mon cœur, saison 3
- Le Monorail, saison 4
- Krusty, le retour, saison 4
- Une partie Homérique, saison 7 (cet épisode est dédiée à la mémoire de Doris Grau, doubleuse de Lurleen Lumpkin décédée quelques jours avant la diffusion de l'épisode)
- Marge Business, saison 9
- Homer perd la boule, saison 11
- La Garderie d'Homer, saison 12
- Homerazzi, saison 18
- Colonel Homer, saison 19

## Autres
- Elle a participé au jeu télévisé l'Académie des Nuls.
- Elle faisait partie de l'équipe de bowling "Les Briseuses de Ménages" avec Jacques, Mindy Simmons et Shauna Tifton dans l'épisode Une partie Homérique.
- Elle fait la queue au bureau du chômage.
- Elle assiste à la cérémonie des Cœurs d'or.
- Elle n'a plus d'argent et n'a pas payé ses impôts dans l'épisode Colonel Homer.
- Elle se marie avec Jeff Albertson, le vendeur de BD dans l'épisode Un coup de pied aux cultes (mais sa chevelure est rouge et non blonde, ce qui empêche son identification).